# Stato etico
Si definisce stato etico quella forma istituzionale, teorizzata, ad esempio, dai filosofi Hobbes ed Hegel, in cui è l'istituzione statale il fine ultimo a cui devono tendere le azioni dei singoli individui, nonché la realizzazione concreta del bene universale.

## Il Leviatano di Hobbes
Thomas Hobbes viene considerato il padre della filosofia politica moderna, a partire dalla sua chiara e netta presa di distanza dalla riflessione del mondo classico sulla socialità e politicità dell'uomo. Secondo Hobbes, non c'è ragione plausibile per cui un uomo, anche se più saggio, debba comandare, e un altro debba obbedire, poiché questa presunzione di un'originaria ineguaglianza, se istituita a priori come teoria antropologica di fondo, consentirebbe agli uomini di costruirsi rapporti di gerarchia sociale ingiusta e immediatamente smentibile dai fatti.
Hobbes, inoltre, inaugura il metodo contrattualista: gli uomini troveranno regole comuni, sacrificheranno parte della loro libertà in cambio della tutela e del rispetto delle regole stabilite, stilate nero su bianco su un contratto sottoscritto, e faranno riferimento a un unico grande rappresentante istituzionale, il Leviatano. Questo rappresenta per Hobbes la forza gigantesca di tutti coloro che hanno sottoscritto il contratto e che formano lo Stato; essi sono l'unità corporale del Leviatano. Per questo Hobbes è anche considerato il principale teorico dello Stato assoluto o assolutismo. Il sovrano infatti è considerato al di sopra della legge naturale, a cui tutti gli altri cittadini sono sottoposti.
Lo Stato nasce da un compromesso in cui ognuno accetta di limitare la propria libertà fin dove non sconfina nella sfera altrui, per poter esercitare delle altre libertà che senza lo Stato resterebbero, di diritto ma non di fatto, soltanto sulla carta del contratto sociale.

## Lo Stato etico secondo Hegel
Il filosofo idealista Hegel aveva definito lo Stato "sostanza etica consapevole di sé". Lo Stato è infatti l'espressione più elevata dell'eticità, essendo unità di diritto astratto e moralità. Questa teoria hegeliana dello Stato era in netto contrasto con il giusnaturalismo e il contrattualismo della filosofia politica moderna, soprattutto quella dei filosofi illuministi. 
La dottrina hegeliana affermava che lo Stato è fonte di libertà e norma etica per il singolo. La condotta dello Stato, quindi, non può essere oggetto di valutazioni morali da parte dell'individuo: lo Stato si pone fine supremo e arbitro assoluto del bene e del male.
Lo Stato etico hegeliano non è però ancora uno Stato totalitario vero e proprio, ma una totalità organica vivente. La separazione dei poteri, secondo quanto si evince dai testi di Hegel, non può essere perfetta al punto di compromettere la governabilità e l'unità dello Stato, né - come riteneva Montesquieu - è fondata su un sistema di pesi e contrappesi a garanzia del singolo contro la tirannide. I poteri piuttosto vengono separati e resi autonomi in base ad un fondamento più forte, ontologico prima che morale, dal fatto che lo Stato, come qualsiasi cosa vivente, totale o particolare, vive solo se segue i tre momenti della dialettica hegeliana, sia nella contrapposizione dei tre poteri, che nella loro contrapposizione e sintesi interna.
Questo ruolo di fine supremo e arbitro assoluto dello Stato può coprire l'intera durata di una vita umana, ma è comunque solo un momento temporaneo di passaggio nei Lineamenti di filosofia del diritto (1820).
Lo Stato etico è infatti l'ultimo momento dello Spirito oggettivo, ed è poi superato dai tre momenti dello Spirito assoluto, sintesi di Spirito soggettivo e di Spirito oggettivo: l'arte, la religione e la filosofia come punto massimo della conoscenza in cui lo "spirito sa sé stesso", vede ed è visto dagli uomini come completo e compiuto nella storia. Hegel afferma che la libertà è e resta in ogni tempo la condizione storica della filosofia, a partire dall'antica Grecia.
Nello Stato etico si realizza la fusione senza residui degli individui nello Stato, nel quale i fini particolari trovavano piena realizzazione. L'unico motore che spinge e si realizza – oltre allo Stato etico – è la piena conoscenza dello Spirito e della verità, come Spirito assoluto.
Lo Spirito oggettivo si sostanzia dapprima nella famiglia, poi nella società civile e infine nello Stato, che è una sintesi fra la famiglia e la società civile. Nello Stato infatti il singolo individuo trova la propria "oggettività", "verità"ed "eticità".
Hegel contrappone la libertà del singolo non tanto all'istituzione familiare tradizionale, quanto il singolo che sceglie una vita etica, coerente col suo dovere morale, ad una famiglia etica. La situazione di contrasto tra singolo e famiglia è riproposta nello Stato etico, che può chiedere al singolo la rinuncia anche della vita familiare, ad avere una propria vita privata, se non la rinuncia della vita stessa.
Dopo la celebre critica di Karl Popper, lo Stato etico è considerato l'emblema della "società chiusa", in contrapposizione allo Stato di diritto, che è proprio della "società aperta".

## Seguiti novecenteschi
La teoria dello "Stato etico" fu poi ripresa nel Novecento: essendo in antitesi con la teoria liberale dello Stato di diritto, è stata usata per spiegare il fondamento della concezione dello Stato fascista di Benito Mussolini e dello Stato socialista sviluppatosi nell'Unione Sovietica. In particolare il filosofo neoidealista Giovanni Gentile la riprese e la rielaborò nei Fondamenti della filosofia del diritto (1916).